# 槳
槳（Oar），又稱棹、櫂、櫓、楫等，是用於水上推進的工具，本頁介紹的是有支點的槳。槳的一端有一個扁平的槳葉。划船者抓住槳的另一端。
有支點的槳透過支點（槳鎖或槳孔）連接到船隻。槳放置在支點上，其中一小部分位於船內，而較大部分位於船外。划船者拉動槳的短端，而長端則在水中。相比之下，無支點的槳直接握在手上，槳支不接觸到船隻上。
划船者通常面向船尾，將手伸向船尾，並將槳葉插入水中。當他們向後傾斜，朝向船頭時，槳葉在槳架中樞轉，水中的一端向船尾移動，提供向前的推力。
槳的歷史可追溯到西元前5000年。
中國會將槳分成多類，《字彙》縱曰櫓，橫曰槳。《正字通》長大曰櫓，短小曰槳。《韻會》前推曰槳，後栧曰櫂。短曰楫，長曰棹。

八槳船圖。